# Cédric Jimenez
Cédric Jimenez (Marsiglia, 26 giugno 1976) è un regista e sceneggiatore francese.

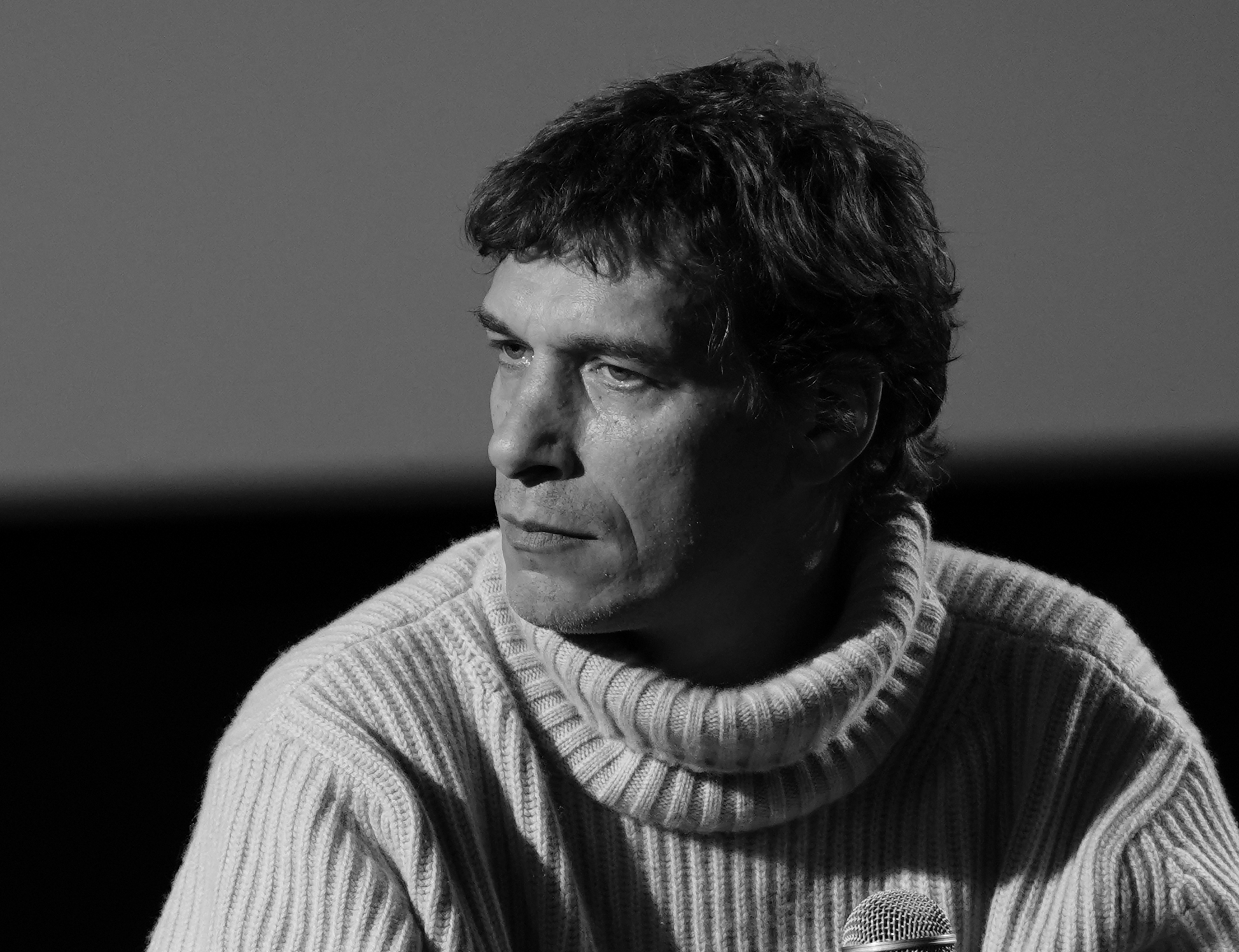
"Reims Polar 2023".

È sposato con la sceneggiatrice e scrittrice Audrey Diwan, con cui collabora di frequente.

## Filmografia
- Aux yeux de tous (2012) - co-regia con Arnaud Duprey
- French Connection (La French) (2014)
- L'uomo dal cuore di ferro (HHhH) (2017)
- BAC Nord (2020)
- November - I cinque giorni dopo il Bataclan (Novembre) (2022)

## Riconoscimenti
- 2015 - Premio Lumière
  - Candidatura alla migliore sceneggiatura per French Connection
- 2023 - Premio César
  - Candidatura al miglior regista per November - I cinque giorni dopo il Bataclan